# Jamel Artis
Jamel Artis (Baltimore, Maryland, 12 de enero de 1993) es un baloncestista estadounidense que actualmente juega en la plantilla del Ionikos Nikaias B.C. de la A1 Ethniki griega. Con 2,01 metros de estatura, juega en la posición de escolta.

## Trayectoria deportiva

### Universidad
Jugó cuatro temporadas con los Panthers de la Universidad de Pittsburgh, en las que promedió 12,6 puntos, 4,6 rebotes y 2,3 asistencias por partido. Acabó su carrera en la universidad como el tercer jugador en toda la historia del programa en alcanzar al menos 1.600 puntos, 500 rebotes y 300 asistencias. En 2015 fue incluido por los entrenadores en el tercer mejor quinteto de la Atlantic Coast Conference.

### Profesional
Tras no ser elegido en el Draft de la NBA de 2017, fue invitado por New York Knicks a participar en las Ligas de Verano de la NBA, en las que jugó cinco partidos, promediando 8,8 puntos, 2,4 rebotes y 2,0 asistencias. El 18 de agosto firmó contrato con los Knicks, pero fue descartado en la pretemporada. firmó posteriormente un contrato de dos vías con Orlando Magic y su afiliado, Lakeland Magic.
El 25 de diciembre de 2020, firma por el Chorale Roanne Basket de la Pro A francesa.
En verano de 2021, se compromete con el Ionikos Nikaias B.C. de la A1 Ethniki, para disputar la temporada 2021-22.

## Estadísticas de su carrera en la NBA

### Temporada regular
| Año     | Equipo  | PJ | PT | MPP  | %TC  | %3P  | %TL  | RPP | APP | ROB | TPP | PPP |
| ------- | ------- | -- | -- | ---- | ---- | ---- | ---- | --- | --- | --- | --- | --- |
| 2017-18 | Orlando | 15 | 1  | 18.6 | .392 | .276 | .583 | 2.5 | 1.2 | .1  | .2  | 5.1 |
| Total   | Total   | 15 | 1  | 18.6 | .392 | .276 | .583 | 2.5 | 1.2 | .1  | .2  | 5.1 |